# Indo Odessa
Indo Odessa (ukr. «Індо» Одеса) – ukraiński klub piłkarski z siedzibą w mieście Odessa, w południowo-zachodniej części kraju, działający w latach 1911–1915.

## Historia
Chronologia nazw:
- 1911: Indo Odessa (ukr. «Індо» [Індо-Європейський телеграф] Одеса, ros. «Индо» [Индо-Европейский телеграф] Одесса)
- 1915: klub rozwiązano

Piłkarska drużyna Indo została założona w Odessie w 1911 roku przez angielskich pracowników Telegrafu indoeuropejskiego, stacjonujących w mieście.
W sezonie 1911/12 zespół startował w rozgrywkach 1 kategorii Odeskiej Ligi Piłki Nożnej, w której zajął ostatnie 8.miejsce. Występował w 1 kategorii i w kolejnych mistrzostwach miasta. W związku z trwającą I wojną światową klub został rozwiązany w 1915 roku.

## Sukcesy
- Mistrzostwa Odessy:
  - 4.miejsce: 1914/15.